# 800 mètres féminin aux Jeux olympiques d'été de 2020 (athlétisme)
Pour des articles plus généraux, voir Athlétisme aux Jeux olympiques d'été de 2020 et 800 mètres aux Jeux olympiques.
Navigation
Rio 2016 Paris 2024
L'épreuve du 800 mètres féminin aux Jeux olympiques de 2020 se déroule les 30, 31 juillet, et 3 août 2021 au Stade olympique national de Tokyo, au Japon.

## Records
Avant cette compétition, les records dans cette discipline étaient les suivants : 
| Record du monde  | Jarmila Kratochvílová (TCH) | 1 min 53 s 28 | Munich | 26 juillet 1983 |
| Record olympique | Nadiya Olizarenko (URS)     | 1 min 53 s 43 | Moscou | 27 juillet 1980 |

## Résultats

### Finale
| Rang               | Couloir | Athlète          | Pays            | Temps         | Notes |
| ------------------ | ------- | ---------------- | --------------- | ------------- | ----- |
| Médaille d'or      | 3       | Athing Mu        | États-Unis      | 1 min 55 s 21 | NR    |
| Médaille d'argent  | 4       | Keely Hodgkinson | Grande-Bretagne | 1 min 55 s 88 | NR    |
| Médaille de bronze | 8       | Raevyn Rogers    | États-Unis      | 1 min 56 s 81 | PB    |
| 4                  | 6       | Jemma Reekie     | Grande-Bretagne | 1 min 56 s 90 | PB    |
| 5                  | 2       | Wang Chunyu      | Chine           | 1 min 57 s 00 | PB    |
| 6                  | 7       | Habitam Alemu    | Éthiopie        | 1 min 57 s 56 | SB    |
| 7                  | 1       | Alexandra Bell   | Grande-Bretagne | 1 min 57 s 66 | PB    |
| 8                  | 5       | Natoya Goule     | Jamaïque        | 1 min 58 s 26 |       |

### Demi-finales
Les 2 premières de chaque série (Q) et les 2 meilleurs temps (q) se qualifient pour la finale.

#### Série 1
| Rang | Couloir | Athlète         | Pays            | Temps   | Notes |
| ---- | ------- | --------------- | --------------- | ------- | ----- |
| 1    | 5       | Natoya Goule    | Jamaïque        | 1:59.57 | Q     |
| 2    | 3       | Jemma Reekie    | Grande-Bretagne | 1:59.77 | Q     |
| 3    | 8       | Mary Moraa      | Kenya           | 2:00.47 |       |
| 4    | 4       | Ajeé Wilson     | États-Unis      | 2:00.79 |       |
| 5    | 2       | Joanna Jóźwik   | Pologne         | 2:02.32 |       |
| 6    | 1       | Elena Bellò     | Italie          | 2:02.35 |       |
| 7    | 7       | Hedda Hynne     | Norvège         | 2:02.38 |       |
| 8    | 6       | Halimah Nakaayi | Ouganda         | 2:04.44 |       |

#### Série 2
| Rang | Couloir | Athlète        | Pays            | Temps   | Notes |
| ---- | ------- | -------------- | --------------- | ------- | ----- |
| 1    | 4       | Athing Mu      | États-Unis      | 1:58.07 | Q     |
| 2    | 3       | Habitam Alemu  | Éthiopie        | 1:58.40 | Q     |
| 3    | 5       | Alexandra Bell | Grande-Bretagne | 1:58.83 | q     |
| 4    | 7       | Lore Hoffmann  | Suisse          | 1:59.38 |       |
| 5    | 6       | Renelle Lamote | France          | 1:59.40 |       |
| 6    | 1       | Sara Kuivisto  | Finlande        | 1:59.41 | NR    |
| 7    | 8       | Noélie Yarigo  | Bénin           | 2:01.41 |       |
| 8    | 2       | Natalia Romero | Espagne         | 2:01.52 |       |

#### Série 3
| Rang | Couloir | Athlète           | Pays            | Temps   | Notes |
| ---- | ------- | ----------------- | --------------- | ------- | ----- |
| 1    | 5       | Keely Hodgkinson  | Grande-Bretagne | 1:59.12 | Q     |
| 2    | 8       | Wang Chunyu       | Chine           | 1:59.14 | Q, PB |
| 3    | 3       | Raevyn Rogers     | États-Unis      | 1:59.28 | q     |
| 4    | 4       | Rose Mary Almanza | Cuba            | 1:59.65 |       |
| 5    | 1       | Winnie Nanyondo   | Ouganda         | 1:59.84 | SB    |
| 6    | 7       | Rababe Arafi      | Maroc           | 1:59.86 |       |
| 7    | 2       | Déborah Rodríguez | Uruguay         | 2:01.76 |       |
| 8    | 6       | Katharina Trost   | Allemagne       | 2:02.14 |       |

### Séries

#### Série 1
Les 3 premières de chaque série (Q) et les 6 meilleurs temps (q) se qualifient pour les demi-finales.
| Rang | Couloir | Athlète         | Pays      | Temps   | Notes |
| ---- | ------- | --------------- | --------- | ------- | ----- |
| 1    | 3       | Renelle Lamote  | France    | 2:01.92 | Q     |
| 2    | 5       | Winnie Nanyondo | Ouganda   | 2:02.02 | Q     |
| 3    | 2       | Lore Hoffmann   | Suisse    | 2:02.05 | Q     |
| 4    | 4       | Angelica Sarna  | Pologne   | 2:02.18 |       |
| 5    | 8       | Madeleine Kelly | Canada    | 2:02.39 |       |
| 6    | 6       | Morgan Mitchell | Australie | 2:05.44 |       |
|      | 7       | Līga Velvere    | Lettonie  | DNF     |       |

#### Série 2
| Rang | Couloir | Athlète         | Pays                          | Temps   | Notes |
| ---- | ------- | --------------- | ----------------------------- | ------- | ----- |
| 1    | 1       | Natoya Goule    | Jamaïque                      | 1:59.83 | Q     |
| 2    | 3       | Noélie Yarigo   | Bénin                         | 2:00.11 | SB, Q |
| 3    | 2       | Hedda Hynne     | Norvège                       | 2:00.76 | Q     |
| 4    | 4       | Halimah Nakaayi | Ouganda                       | 2:00.92 | q     |
| 5    | 6       | Katharina Trost | Allemagne                     | 2:00.99 | q     |
| 6    | 8       | Eunice Sum      | Kenya                         | 2:03.00 |       |
| 7    | 5       | Nadia Power     | Irlande                       | 2:03.74 |       |
| 8    | 7       | Rose Lokonyen   | Équipe olympique des réfugiés | 2:11.87 |       |

#### Série 3
| Rang | Couloir | Athlète               | Pays       | Temps   | Notes |
| ---- | ------- | --------------------- | ---------- | ------- | ----- |
| 1    | 2       | Athing Mu             | États-Unis | 2:01.10 | Q     |
| 2    | 5       | Habitam Alemu         | Éthiopie   | 2:01.20 | Q     |
| 3    | 7       | Joanna Jóźwik         | Pologne    | 2:01.87 | Q     |
| 4    | 6       | Melissa Bishop-Nriagu | Canada     | 2:02.11 |       |
| 5    | 3       | Christina Hering      | Allemagne  | 2:02.23 |       |
| 6    | 4       | Bianka Kéri           | Hongrie    | 2:02.82 |       |
| 7    | 8       | Louise Shanahan       | Irlande    | 2:03.57 |       |

#### Série 4
| Rang | Couloir | Athlète                 | Pays            | Temps   | Notes |
| ---- | ------- | ----------------------- | --------------- | ------- | ----- |
| 1    | 5       | Raevyn Rogers           | États-Unis      | 2:01.42 | Q     |
| 2    | 7       | Keely Hodgkinson        | Grande-Bretagne | 2:01.59 | Q     |
| 3    | 1       | Mary Moraa              | Kenya           | 2:01.66 | Q     |
| 4    | 6       | Netsanet Desta          | Éthiopie        | 2:01.98 |       |
| 5    | 4       | Lindsey Butterworth     | Canada          | 2:02.45 |       |
| 6    | 3       | Anna Wielgosz           | Pologne         | 2:03.20 |       |
| 7    | 8       | Síofra Cléirigh Büttner | Irlande         | 2:04.62 |       |
| 8    | 2       | Nimali Waliwarsha       | Sri Lanka       | 2:10.23 |       |

#### Série 5
| Rang | Couloir | Athlète           | Pays                            | Temps   | Notes     |
| ---- | ------- | ----------------- | ------------------------------- | ------- | --------- |
| 1    | 8       | Rose Mary Almanza | Cuba                            | 2:00.71 | Q         |
| 2    | 3       | Déborah Rodríguez | Uruguay                         | 2:00.90 | Q         |
| 3    | 1       | Rababe Arafi      | Maroc                           | 2:00.96 | (.957), Q |
| 4    | 4       | Alexandra Bell    | Grande-Bretagne                 | 2:00.96 | (.960), q |
| 5    | 6       | Catriona Bisset   | Australie                       | 2:01.65 |           |
| 6    | 5       | Delia Sclabas     | Suisse                          | 2:03.03 |           |
| 7    | 7       | Shafiqua Maloney  | Saint-Vincent-et-les-Grenadines | 2:07.89 |           |
| 8    | 2       | D'Jamila Tavares  | Sao Tomé-et-Principe            | 2:16.72 | PB        |

#### Série 6
| Rang | Couloir | Athlète              | Pays            | Temps   | Notes |
| ---- | ------- | -------------------- | --------------- | ------- | ----- |
| 1    | 4       | Jemma Reekie         | Grande-Bretagne | 1:59.97 | Q     |
| 2    | 1       | Ajeé Wilson          | États-Unis      | 2:00.02 | Q     |
| 3    | 7       | Wang Chunyu          | Chine           | 2:00.05 | Q     |
| 4    | 6       | Sara Kuivisto        | Finlande        | 2:00.15 | q, NR |
| 5    | 8       | Elena Bellò          | Italie          | 2:01.07 | q     |
| 6    | 2       | Natalia Romero       | Espagne         | 2:01.16 | q, PB |
| 7    | 5       | Gabriela Gajanová    | Slovaquie       | 2:01.41 | SB    |
| 8    | 3       | Emily Cherotich Tuei | Kenya           | 2:08.08 | PB    |

## Légende
Records et Performances
- AR : Record continental (area record)
- CR : Record des championnats (championship record)
- MR : Record du meeting (meet record)
- NR : Record national (national record)
- OR : Record olympique (olympic record)
- PR : Record paralympique (paralympic record)
- PB : Record personnel (personal best)
- SB : Meilleure performance personnelle de la saison (season's best)
- WL : Meilleure performance mondiale de l'année (world leader)
- WJR : Record du monde junior (world junior record)
- WR : Record du monde (world record)

Circonstances et Conditions
- DNF : N'a pas terminé (did not finish)
- DNS : N'a pas pris le départ (did not start)
- DQ : Disqualification (disqualification)
- NM : Aucun essai valable enregistré (No Mark)
- Q : Qualifié « directement » au prochain tour (ou à la prochaine compétition), lors d'une compétition majeure, grâce au classement ou à la réalisation des minima (automatic qualifier)
- q : Qualifié au prochain tour (ou à la prochaine compétition), lors d'une compétition majeure, grâce au repêchage ou à la réalisation de l'une des meilleures performances parmi celles des « non qualifiés directement » (grâce au meilleur temps ou à la meilleure distance par exemple) (secondary qualifier)